# Otomops papuensis
Otomops papuensis (Lawrence, 1948) è un pipistrello della famiglia dei Molossidi endemico della Nuova Guinea.

## Descrizione

### Dimensioni
Pipistrello di medie dimensioni, con la lunghezza della testa e del corpo tra 67 e 71 mm, la lunghezza dell'avambraccio tra 48 e 50,9 mm, la lunghezza della coda tra 30 e 36,3 mm, la lunghezza del piede tra 8,5 e 12,8 mm, la lunghezza delle orecchie tra 20,3 e 22,8 mm e un peso fino a 17,5 g.

### Aspetto
La pelliccia è corta. Le parti dorsali sono bruno-rossastre con la base dei peli più chiara, più scure sulla testa, la groppa e lungo l'attaccatura delle ali, le spalle sono marroni chiare, mentre le parti ventrali sono più chiare, ancora più chiare sulla gola Il muso è lungo, il labbro superiore è espansibile, ricoperto di microscopiche pliche cutanee ma privo di setole. Le orecchie sono grandi, lunghe, arrotondate, rivolte in avanti ben oltre la punta del naso ed unite lungo la parte superiore del muso e lungo il margine anteriore, il quale è ricoperto di piccole dentellature. La superficie interna del padiglione auricolare è ricoperta di pieghe cutanee. Il trago è privo e dell'antitrago. La coda è lunga, tozza e si estende per più della metà oltre l'uropatagio. 

## Biologia

### Comportamento
Si rifugia probabilmente nelle cavità degli alberi.

### Alimentazione
Si nutre di insetti volanti catturati sopra la volta forestale.

## Distribuzione e habitat
Questa specie è conosciuta soltanto in due località di Papua Nuova Guinea sud-orientale.
Vive nelle foreste fino a 300 metri di altitudine.

## Conservazione
La IUCN Red List, considerata l'assenza di informazioni recenti circa il suo areale, le minacce, lo stato della popolazione e i requisiti ecologici, classifica O.papuensis come specie con dati insufficienti (DD).